# Globothorax
Globothorax là một chi bọ cánh cứng trong họ 
Elateridae.
Chi này được miêu tả khoa học năm 1891 bởi Fleutiaux.

## Các loài
Các loài trong chi này gồm:
- Globothorax chevrolati Fleutiaux, 1891
- Globothorax cidralensis Golbach, 1979